# 王坤 (香港)
王坤，BBS，MH，香港建制派人士，公屋聯會主席。

## 簡介
王坤長期關注香港的公屋發展，並一直為香港公屋人士爭取權益。王坤1987年加入公屋聯會，1997年擔任公屋聯會主席，又於1996至2008年連續十四年擔任房委會委員。
王坤指現時公屋嚴重供不應求，不少同時輪候公屋的劏房戶因未上樓焗捱貴租，「話就話平均輪候3年，但唔少家庭實際要等5年以上，樓價又高企，即使凶宅等不受歡迎既都8萬幾人爭千幾個單位，劏房單位業主自然吊高嚟賣」。他建議政府重新考慮為輪候3年公屋以上的市民提供租金津貼，讓基層市民減輕負擔。

## 支持政改
2015年王坤表示支持香港政府提出的政改方案，並呼籲把投反對票的泛民主派議員踢出議會。王坤接受《港人講地》訪問時表示，如果泛民否決政改，就會發動公屋居民將他們踢出議會：「即係你剝奪我選票，將來我咪剝奪你席位囉，做咩呀？」
公屋聯會於1985年正式成立，由11個地區聯誼會及工商業商會等組成，現時在港九新界等地有多達82個屬會，除了主席王坤，亦有多名名譽會長，幾乎全屬建制派人士，包括民建聯主席李慧琼，同屬該黨的譚耀宗、陳鑑林、陳克勤及鍾樹根，亦有工聯會黃國健和陳婉嫻等，可見與建制派關係密不可分。